# Трусов, Владимир Николаевич (спортсмен)
Владимир Николаевич Трусов (род. 21 февраля 1985) — российский самбист и дзюдоист, бронзовый призёр чемпионатов России по дзюдо, мастер спорта России. Выступал в тяжёлой весовой категории (свыше 100 кг). Представлял спортивное общество «Динамо» (Брянская область). Трижды (в 2006, 2007 и 2012 годах) становился бронзовым призёром чемпионатов страны. В 2013 году завоевал бронзу чемпионата общества «Динамо».

## Спортивные результаты
- Чемпионат России по дзюдо среди молодёжи 2006 года — ;
- Чемпионат России по дзюдо 2006 года — ;
- Чемпионат России по дзюдо 2007 года — ;
- Чемпионат России по дзюдо 2012 года — ;
- Чемпионат общества «Динамо» по самбо 2013 года — ;